# Civilization Revolution 2
Sid Meier's Civilization Revolution 2 è un videogioco strategico a turni in formato 4X per le piattaforme portatili, sviluppato nel 2014 dalla Firaxis Games e progettato da Sid Meier, spinoff della serie Civilization e sequel del primo Civilization Revolution. Ha avuto un port per PlayStation Vita noto come Civilization Revolution 2 Plus.

## Modalità di gioco e novità
Come ci si può aspettare da un gioco della serie Civilization, lo scopo è fondare una civiltà e trasformarla in un impero, scegliendo tra le varie civiltà disponibili. Vi sono quattro condizioni di vittoria:
- Dominazione (catturando tutte le capitali del nemico)
- Economica (accumulando 20'000 pezzi d'oro e costruendo la Banca Mondiale)
- Culturale (ottenendo 20 città convertite, Meraviglie o Grandi Personaggi e costruendo il palazzo delle Nazioni Unite)
- Scientifica (costruendo un'astronave e lanciandola su Alpha Centauri)

Tra le novità rispetto al primo Revolution, troviamo:
- una nuova civiltà, i Coreani;
- cinque nuovi leader, Charles de Gaulle, John F. Kennedy, Lenin, Sejong e Taizong di Tang;
- otto nuove unità, ovvero il portaerei, il drone, il caccia jet, l'armatura leggera, le Forze Speciali, il bombardiere stealth, il super cacciatorpediniere e il trasporto aereo;
- sette nuove tecnologie, ovvero l'Intelligenza Artificiale, l'Informazione Tecnologica, il Laser, la Medicina Moderna, l'Infrastruttura Urbana, l'Assicurazione Sociale e l'Esercito Moderno.

Inoltre, non saranno presenti degli eserciti. Nella versione PS3 del gioco precedente, era possibile formare un esercito con un massimo 9 unità qualsiasi, mentre in questa versione è presente solo un'unità per casella sullo schermo (3 in battaglia). È anche presente una modalità personalizzata nella quale è possibile scegliere in quale era iniziare, con quanto oro cominciare e persino come sono i barbari.